# Zwitserland op het Eurovisiesongfestival 1977
Zwitserland nam deel aan het Eurovisiesongfestival 1977, gehouden in Londen, Verenigd Koninkrijk. Het was de 22ste deelname van het land.

## Selectieprocedure
De nationale finale vond plaats in de studio's van DRS in Zürich en wordt gepresenteerd door Rita Anderman. In de finale deden er negen liedjes mee en werd de winnaar gekozen door drie regionale jury's. De uiteindelijke winnaar was Pepe Lienhard Band met het lied Swiss lady met 44 punten, 4 punten meer dan de tweede.

### Nationale finale
| Plaats | Artiest            | Lied                        | Punten |
| ------ | ------------------ | --------------------------- | ------ |
| 1      | Pepe Lienhard Band | Swiss Lady                  | 44     |
| 2      | Paola              | Le livre blanc              | 41     |
| 3      | Sweet People       | Viens avec nous             | 34     |
| 4      | Piera Martell      | Aldo Rinaldo                | 26     |
| 4      | Carole Vinci       | Dites-moi ce qu'est l'amour | 26     |
| 6      | Véronique Müller   | Heyho                       | 18     |
| 7      | Leonia             | Passo vedo                  | 17     |
| 8      | Gérald Matthey     | Le coeur dans les nuages    | 15     |
| 9      | Frédérique Sand    | Faites la vie               | 7      |

## In Londen
Zwitserland moest als twaalfde aantreden op het festival, net na Israël en voor Zweden. Op het einde van de puntentelling bleek dat ze 71 punten hadden verzameld, goed voor een zesde plaats.
Nederland had geen punten over voor de Zwitserse inzending, België daarentegen acht punten.

### Gekregen punten

#### Finale
| 12 punten   | 10 punten                                          | 8 punten | 7 punten | 6 punten                |
| ----------- | -------------------------------------------------- | -------- | -------- | ----------------------- |
|             | - Finland - Noorwegen - Oostenrijk                 | - België |          | - Griekenland - Ierland |
| 5 punten    | 4 punten                                           | 3 punten | 2 punten | 1 punt                  |
| - Luxemburg | - Israël - Italië - Portugal - Verenigd Koninkrijk |          |          |                         |

### Punten gegeven door Zwitserland

#### Finale
Punten gegeven in de finale:
| 12 punten | Frankrijk   |
| 10 punten | Israël      |
| 8 punten  | Ierland     |
| 7 punten  | Nederland   |
| 6 punten  | Monaco      |
| 5 punten  | Finland     |
| 4 punten  | Portugal    |
| 3 punten  | Spanje      |
| 2 punten  | Italië      |
| 1 punt    | Griekenland |

1956 · 1957 · 1958 · 1959 · 1960 · 1961 · 1962 · 1963 · 1964 · 1965 · 1966 · 1967 · 1968 · 1969 · 1970 · 1971 · 1972 · 1973 · 1974 · 1975 · 1976 · 1977 · 1978 · 1979 · 1980 · 1981 · 1982 · 1983 · 1984 · 1985 · 1986 · 1987 · 1988 · 1989 · 1990 · 1991 · 1992 · 1993 · 1994 · 1995 · 1996 · 1997 · 1998 · 1999 · 2000 · 2001 · 2002 · 2003 · 2004 · 2005 · 2006 · 2007 · 2008 · 2009 · 2010 · 2011 · 2012 · 2013 · 2014 · 2015 · 2016 · 2017 · 2018 · 2019 · 2020 · 2021 · 2022 · 2023 · 2024 · 2025